# Ascorbigen
Ascorbigen (AGB) ist eine chemische Verbindung aus der Gruppe der Lactone. Es ist ein Konjugat von Ascorbinsäure und 3-(Hydroxymethyl)indol.

## Isomere
| Isomere von Ascorbigen |                                                                                                   |                                                                                                   |
| Name                   | Ascorbigen A                                                                                      | Ascorbigen B                                                                                      |
| Andere Namen           | (3S,3aR,6S,6aS)-3,6,6a-Trihydroxy- 6-(1H-indol-3-ylmethyl)- 3,3a-dihydro-2H-furo[3,2-b]furan-5-on | (3S,3aR,6R,6aS)-3,6,6a-Trihydroxy- 6-(1H-indol-3-ylmethyl)- 3,3a-dihydro-2H-furo[3,2-b]furan-5-on |
| Strukturformel         |                                                                                                   |                                                                                                   |
| CAS-Nummer             | 26676-89-1                                                                                        | 26548-49-2                                                                                        |
| CAS-Nummer             | 8075-98-7 (unspez.)                                                                               |                                                                                                   |
| PubChem                | 11231998                                                                                          | 13962986                                                                                          |
| PubChem                | 3081416 (unspez.)                                                                                 |                                                                                                   |
| Wikidata               | Q27272475                                                                                         | Q27255174                                                                                         |
| Wikidata               | Q27133543 (unspez.)                                                                               |                                                                                                   |

## Geschichte
Ascorbigen wurde erstmals 1957 von Želimír Procházka aus dem frischen Saft von Wirsingkohl isoliert.

## Vorkommen
Ascorbigen kommt hauptsächlich in Brassica-Gemüse vor. Es wird aus seinem Vorläufer Glucobrassicin gebildet. Dieses wird enzymatisch zu Indol-3-carbinol hydrolysiert, das wiederum mit L-Ascorbinsäure zu Ascorbigen reagiert. Der Abbau von Glucobrassicin wird durch die Zerstörung von Pflanzengewebe ausgelöst und ist abhängig vom pH-Wert und der Temperatur.

## Gewinnung und Darstellung
Ascorbigen kann durch Reaktion von L-Ascorbinsäure mit 3-(Hydroxymethyl)indol in Form der zwei epimere Ascorbigene A und B dargestellt werden. Ascorbigen A, welches identisch mit dem Naturprodukt ist, entsteht dabei als Hauptprodukt (55–60 % Ausbeute). Die Ausbeute an Ascorbigen B beträgt weniger als 20 %.

## Eigenschaften
Ascorbigen zerfällt beim Kochen. Sein Abbau in saurem Medium führt zur Freisetzung von L-Ascorbinsäure und zur Bildung von 3-Methylen-3H-indol. In stärker alkalischen Medien führt sein Abbau zur Bildung von 1-Desoxy-1-(3-indolyl)-α-L-sorbopyranose und 1-Desoxy-1-(3-indolyl)-α-L-tagatopyranose. Ascorbigen könnte teilweise für die bekannte antikarzinogene Wirkung einer brassicacenreichen Ernährung verantwortlich sein. Außerdem ist es in der Lage, Phase-I- und Phase-II-Enzyme zu induzieren, die bei der Entgiftung von Xenobiotika eine zentrale Rolle spielen.

## Verwendung
Ascorbigen ist in Kosmetika als Wirkstoff enthalten, obwohl die zugrunde liegenden zellulären und molekularen Mechanismen hinsichtlich ihrer potenziellen Anti-Aging- und UV-Schutzeigenschaften noch nicht vollständig geklärt sind.